# Eugen Habermann
Eugen Habermann (ur. 19 października 1884 w Tallinnie, zm. 22 września 1944 w Zatoce Gdańskiej) – estoński architekt, który reprezentował styl modernistyczny.
Habermann od 1902 do 1905 roku studiował na Ryskim Uniwersytecie Technicznym, a od 1906 do 1909 roku na Uniwersytecie Technicznym w Dreźnie. W latach 1909–1912 pracował w Dreźnie. W 1913 roku przeprowadził się do Tallina. Od 1922 do 1932 roku Habermann był pierwszym prezesem Estońskiego Stowarzyszenia Architektów.